# در انتظار آفتاب
در انتظار آفتاب (به ترکی استانبولی : Guneşi Beklerken) یک مجموعه تلویزیونی ساخت کشور ترکیه در ژانر نوجوانان به کارگردانی آلتان دونمز است. نقش های اصلی این سریال را امره کینای، هانده دوغان دمیر، کرم بورسین، یاعمور تانری سوسین، اسماعیل اگه شاشماز و اوزان عثمان پاشا اوغلو بازی می‌کنند.

## داستان
دمت و جهان و ژاله سه دوست خوب هستند که در شهر گلی یازی در بورسا زندگی می کنند. دمت در عشق به بازیکن بسکتبال ستاره جهان سقوط کرد، اما دمت قبلا تصمیم درستی انتخاب کرد و با جهان بود. دمت، که از این رابطه باردار می شود، نامه ای را به ژاله می فرستد که به جهان بدهد و در آن نامه نوشته که باردار است. با این حال، ژاله در این مورد برای سالها با جهان صحبت نمی کند. چند سال بعد، دمت پس از تولد زینب، که فکر می کرد جهان او را با کودکش ترک کرده بود، دمت به زینب گفت که پدر او درگیر یک تصادف دریایی بوده و ناپدید شده است.
دمت و زینب یک زندگی شاد در گلی یازی را دارند. پس از ورشکستگی کارگاه مد که توسط دمت اجرا می شود، بهترین دوستش، ژاله، فرصتی را برای تحصیل در کالج سایر(sayer) فراهم می کند که در آن دمت برای کار در استانبول و زینب برای تحصیل و دوندگی فراهم میکند. از روز اول،زینب که با ختم نظم در مدرسه تاسیس شد، جنگ بزرگ میان کرم و زینب آغاز شد. هنگامی که کرم و ملیس گوشی زینب را خاموش می کنند، چه کسی فضولی میکند، که با کمک باریش، او دوست دوران کودکی کرم است زینب را از اتش بیرون می کشد. سدات به حساب اینکه کرم از روی قصد اینکار را کرده است ، ماشین کورای که در آن برادرش در حادثه ای که اتفاق می افتد ترمز ماشین را قطع میکند و آنها تصادف میکنند و باعث میشود که کرم و زینب شب را در جایی در جنگل به سر ببرند.کرم، که اعتماد زینب را به دست می آورد،زینب معتقد است که او پدرش گمشده و کرم راه خود را برای انتقام پیدا کرده است، اما زینب کرم و ملیس را متقاعد کرده است که مرگ زینب که در دریا غرق شده است. هنگامی که آنها فکر می کنند که زینب، که از آنها نفرت دارد، مرده است، ملیس گناهش را می پذیرد و کرم می فهمد که او عاشق است. به همین دلیل زینب از کرم متنفر است و باریش را دوست دارد . هنگامی که باریش عاشق ملیس است، ملیس عاشق کرم و آکسل است و بیگم عاشق باریش است، و خورشید از همه پنهان شده است، پنهان کردن تاریکی از سایر ها(Sayers) از باریش و کرم.
جستجوی زینب برای پدرش که گم شده است، زندگی ملیس و زینب را به شکاف های بزرگی می اندازد. این نیروهای مخفی دمت و کرم را مجبور به انتخاب هایی میکند بین از دست دادن و زنده ماندن یکی از دو برادر. چیزهایی که با کرم و ملیس مخلوط می شوند و متوجه می شوند که هدف اصلی دختر سرطانی ژاله به استانبول با همدیگر است که رابطه ی دمت و جهان و زینب را به ارمغان می آورد. و سپس زینب پدرش را می آموزد. کرم عشق خود را به زینب اعتراف می کند. و در همان شب که آنها در کالج مشغول جشن فارغ التحصیل میشوند زینب به کرم می گوید که او هم  عاشق اوست و آکسل که فکر میکند ملیس با کرم به او خیانت کرده است به کرم میگوید بیا باهم بریم حرف بزنیم و او کرم را در اتاقی زندانی میکند و آنجا را به آتش میکشد وبعد جلوی همه بچه های کالج از این خیانت میگوید و آبروی ملیس را میبرد و و همه بعد از فهمیدن اینکه کالج آتش گرفته است همه از آنجا خارج میشوند و زینب به آکسل میگوید که اصلا خیانتی در کار نبوده است جان به زینب میگوید که کرم نیست زینب به درون آتش میرود تا کرم را پیدا کند اما کرم راه نجات پیدا کرده است و بیرون می اید اما زینب به خاطر دود از هوش میرود و اینجا برادر کرم که اسمش گونش است می آید و زینب را از آنجا بیرون می آورد و به کرم میگوید که من برادرت هستم و کرم به همراه باریش او را به مادرش معرفی میکند چند وقت بعد هم آنها با هم ازدواج میکنند و حاصل این ازدواج یک دختر به نام ماسال است.

## بازیگران
| بازیگر             | نقش                  |
| ------------------ | -------------------- |
| هانده دوغان‌دمیر    | زینب                 |
| کرم بورسین         | کرم سایر & گونش سایر |
| Yağmur Tanrısevsin | ملیس گوزل            |
| Ozan Osmanpaşaoğlu | آکسل وارول           |
| ابرو آیکاچ         | دمت                  |
| دنیز تورکر         | ژاله                 |
| امره کینای         | جهان گوزل            |
| اسماعیل اگه شاشماز | باریش اردوغان        |
| گوگچه یانرداگ      | تولین                |
| مروه حاضر          | باران                |
| ایفسان شنول سون    | جان                  |
| حسن شاینین ترک     | احمد سایر            |
| چنار شیمیشک        | کورای سایر           |
| سیمای کوچوک تونا   | سویم سایر            |
| اجه دیزدار         | ملدا                 |
| حاله آکینلی        | بهحیجه               |
| نیلای دنیز         | بیگم                 |
| عمر توراون         | مهمت وارول           |
| ایگیت اوزیر        | سدات                 |